# Белен (Хатай)
Беле́н (тур. Belen) — город и район в провинции Хатай (Турция).

## География
На территории района находится основной проход в горах Аманос, связывающий Киликию с Сирией, который с древних времён известен как «Сирийские ворота».

## История
Именно через «Сирийские ворота» отступили персидские войска, разбитые Александром Македонским в Битве при Иссе. В 1516 году эти места были захвачены Османской империей. Турки основали в горном проходе сторожевой пост, и дали этой местности название «Белен». Когда в 1535 году эти места посетил Сулейман I, то, помимо укреплений, здесь были построены караван-сарай, мечеть и бани, что дало начало росту поселения. В 1827 году здесь состоялось сражение между турецкой и египетской армиями.